# Cobertura policial
Cobertura policial ou jornalismo policial é a especialização da profissão jornalística nos fatos criminais, judiciais, de segurança pública, do sistema penitenciário e em investigações policiais. No jargão interno da profissão, o setor é chamado de RePol (de Reportagem Policial). As matérias da cobertura policial são geralmente publicadas sob as rubricas das editorias de Cidade, Polícia ou JuPol (Justiça + Polícia).
As primeiras coberturas de Polícia surgiram por volta de meados do século XIX, nos jornais sensacionalistas da Inglaterra e dos Estados Unidos.
Os repórteres de polícia podem ou não utilizar técnicas de apuração do jornalismo investigativo.
Por lidar com crime e criminosos, muitas vezes de alta periculosidade, o Jornalismo Policial é uma especialização de alto risco para os profissionais, principalmente os repórteres apuradores que vão às ruas e se expõem aos criminosos e aos policiais. Além dos próprios bandidos, o jornalista desta área pode sofrer ainda retaliações ou ameaças de policiais corruptos.

## Temas
As pautas do jornalismo policial incluem a cobertura de eventos (assassinatos, assaltos, furtos, sequestros, tráfico de drogas, apreensões de armas e animais, desvios de dinheiro, estelionato e outros crimes; operações policiais, prisões, fugas, rebeliões em penitenciárias e carceragens, e ainda praticamente todo tipo de irregularidade legal), as instituições que geram produtos e fatos (polícias, presídios, tribunais de justiça, ministério público, organizações não governamentais), as políticas públicas para a área (ministério da justiça, secretarias de segurança pública) e o dia a dia do setor.

## Funções específicas
Uma função essencial no Jornalismo Policial em várias redações de jornalismo diário é a do apurador ou escuta. Trata-se de um repórter que fica, dentro da redação, numa sala específica (sala de apuração) com aparelhos de escuta radiofônica sintonizados nas freqüências utilizadas pelas polícias, pelos bombeiros e pela Defesa Civil. Quando ouvem um fato que pode servir para uma notícia, os apuradores confirmam a informação por telefone com as autoridades responsáveis (ou colegas em outros veículos) e comunicam a seus chefes que, se necessário, deslocam um repórter para o local.
Em dias e horários calmos, os apuradores telefonam para todas as delegacias e batalhões de polícia para perguntar se há novidades, em busca de notícias, numa técnica conhecida como ronda.
Há também os repórteres setoristas que fazem plantão em delegacias de polícia (ou comissariados) ou no Instituto Médico Legal local. Esta função, no entanto, diminuiu nos últimos anos com a redução das equipes nas redações e as novas tecnologias de comunicação que permitiram a apuração a distância e em tempo real.